# 牛皮船
牛皮船，是西藏青藏高原藏族人的水上運輸工具。

## 歷史
牛皮船的歷史源遠流長。根據文獻記載，它的歷史可追溯至唐朝。當時西藏青藏高原東女國的人以牛皮船來渡河。而清代史學家趙翼在其著作《陔餘叢考‧牛皮船》亦指出「是牛皮為船，由來久矣，皆出於番俗也。」這反映了牛皮船在古代已經是外族人使用的一種交通工具，而且歷史悠久，非一時的產物。由於中國四川大金川江自北向南的終年河流流量大，加上河面寬闊，要興建橋樑和架索都具有困難。若使用木船時，其體積龐大笨重，必須有固定的口岸才能停泊。就此不能夠作為該青藏高原的交通工具。相反，牛皮船輕便靈活，船工可把它任意搬運。所以適用於航行交通之用。這比較上配合河流流量大的地理形勢。

## 船隻結構
牛皮船以木架作龍骨。船身長3米多，高l米、寬2米左右，重30至40公斤。一般而言，工人需要至少兩張口徑六尺左右的牛皮、加上藤條和樹脂膠縫製牛皮船。船工完成工序後會在船裏塗上一層菜籽油，從而令牛皮船更為柔韌耐用。至於載客量方面，每隻牛皮船由一個人攏渡，最多可盛載5至10人左右。

## 傳說
有言東方國的女官高霸在黎明乘坐牛皮船從格爾丹寺沿河而下。她到達噶延時正值太陽初升，便向女王報告路上考察的情况。女王聽後讚賞高霸行動快捷，並下令多造牛皮船以充實軍備。牛皮船之後成為女王十分喜愛的交通工具。在随後的千百年內，東女國的後裔依靠牛皮船往來大金川口岸。現今在金川江面上可以看到藏族人乘坐牛皮船捕魚。而漂流探險者也以它漂流大金川。

## 外部連結
- 牛皮船 （页面存档备份，存于）
- 藏族：雪域高原的古老民族 （页面存档备份，存于）
- 少數民族地區用船